# 0시의 그녀
《0시의 그녀》는 2015년 5월 4일부터 5월 14일까지 네이버TV에서 웹드라마로 공개되며, MBC EVERY1에서는 5월 7일과 5월 14일에 방영됐다.

## 등장 인물

### 주요 인물
- 남태현 : 공지단 역
- 서민지 : 민세라 역
매일 밤 12시에 노래방에 나타나는 미스터리한 아르바이트생

| - 도유정 : 지단 엄마 역 1화와 8화에만 출연한다. - 손진영 : 광철 역 공지단의 친구 - 김광섭 : 범구 역 공지단의 친구 - 김학룡 : 사장 역 - 설지윤 : 세라 엄마 역 | - 차세영 : 고미나 역 창엽의 여자친구 - 최창엽 : 창엽 역 고미나의 남자친구 - 정예린 : 예은 역 - 유상도 : 생일남 역 예은의 학교 선배이자 짝사랑이다. - 권혁수 : 이별남 역 - 박은영 : 이별녀 역 - 윤일상 : 심사위원 1 역 - 박충선 : 도사 역 |

## 방영 목록
| # | 부제                         | 공개일          | 게스트 출연자 |
| - | ---------------------------- | --------------- | ------------- |
| 1 | 수상한 노래방, 수상한 알바생 | 2015년 5월 4일  | 빈칸          |
| 2 | 우리 첫 만남을 기억하니?     | 2015년 5월 5일  | 차세영 최창엽 |
| 3 | 마술공주, 세라               | 2015년 5월 6일  | 박충선        |
| 4 | 미안해~ 먼저 다가오게 해서.. | 2015년 5월 7일  | 유상도 정예린 |
| 5 | 도와주고 싶었어~             | 2015년 5월 11일 | 빈칸          |
| 6 | ...자꾸 네가 기다려져~       | 2015년 5월 12일 | 빈칸          |
| 7 | 그래! 그게 바로 너였어~      | 2015년 5월 13일 | 권혁수 박은영 |
| 8 | 안녕이란 말은 말아요         | 2015년 5월 14일 | 빈칸          |